# 2020-as magyar fedett pályás atlétikai bajnokság
A 2020-as magyar fedett pályás atlétikai bajnokság a 46. bajnokság volt. A többpróba számait február 15–16-án a BOK Sportcsarnokban tartották.

## Eredmények

### Férfiak
| Versenyszám      | Arany                                                               | Arany    | Ezüst                                                       | Ezüst    | Bronz                                                                   | Bronz    |
| ---------------- | ------------------------------------------------------------------- | -------- | ----------------------------------------------------------- | -------- | ----------------------------------------------------------------------- | -------- |
| 60 m             | Szabó Dániel Alba Regia AK                                          | 6,74     | Boros Bence Szolnoki MÁV                                    | 6,81     | Máté Tamás Ferencvárosi TC                                              | 6,86     |
| 200 m            | Máté Tamás Ferencvárosi TC                                          | 21,31    | Farkas Bence PSN Zrt                                        | 21,47    | Wahl Zoltán Budafoki MTE                                                | 21,74    |
| 400 m            | Huller Dániel Dunakeszi VSE                                         | 48,25    | Pozsgai Dániel Újpesti TE                                   | 48,33    | Molnár Attila Sportolj Velünk SE                                        | 48,61    |
| 800 m            | Vindics Balázs Újpesti TE                                           | 1:46,20  | Kazi Tamás Ferencvárosi TC                                  | 1:47,48  | Pápai Márton Gödöllői EAC                                               | 1:49,13  |
| 1500 m           | Szögi István Sportolj Velünk SE                                     | 3:44,32  | Kiss Gergő Sportolj Velünk SE                               | 3:44,68  | Kovács Marcell Bp. Honvéd                                               | 3:46,35  |
| 3000 m           | Szögi István Sportolj Velünk SE                                     | 8:07,63  | Kovács Marcell Bp. Honvéd                                   | 8:12,42  | Palkovits István Kecskeméti ARC                                         | 8:13,20  |
| 4 × 400 m        | Szabó László Tarlukács Ádám Varga Lőrinc Kazi Tamás Ferencvárosi TC | 3:18,97  | Kemény Dávid Koós Erik Tímár Bendegúz Felsmann Balázs Vasas | 3:20,86  | Pozsgai Dániel Vörös Márk Birovecz Ben Jordán Vindics Balázs Újpesti TE | 3:21,22  |
| 60 m gát         | Szűcs Valdó Zalaegerszegi AC                                        | 7,56     | Baji Balázs Bp. Honvéd                                      | 7,90     | Eszes Dániel Dunakeszi VSE                                              | 8,06     |
| 5000 m gyaloglás | Venyercsán Bence Bp. Honvéd                                         | 19:51,95 | Srp Miklós Bp. Honvéd                                       | 20:47,54 | Varga Máté Hunyadi DSE                                                  | 21:14,34 |
| magasugrás       | Jankovics Dániel MTK                                                | 2,15 m   | Agárdi Péter Bp. Honvéd                                     | 2,12 m   | Bándli Olivér Bp. Honvéd                                                | 2,08 m   |
| rúdugrás         | Nagy Marcell MTK                                                    | 5,20 m   | Mihály Ádám Gödöllői EAC                                    | 5,00 m   | Kéri Tamás Ikarus BSE                                                   | 4,80 m   |
| távolugrás       | Szabó László Ferencvárosi TC                                        | 7,74 m   | Pázmándi Dominik Szolnoki MÁV                               | 7,55 m   | Galambos Tibor Ferencvárosi TC                                          | 7,48 m   |
| hármasugrás      | Galambos Tibor Ferencvárosi TC                                      | 15,42 m  | Pál Robin Nyíregyházi SC                                    | 15,39 m  | Prekli Zoltán Ferencvárosi TC                                           | 14,70 m  |
| súlylökés        | Tóth Balázs Nyíregyházi SC                                          | 16,85 m  | Fischer Márk Maximus SE                                     | 16,71 m  | Fekete István Kecskeméti ARC                                            | 16,67 m  |
| hétpróba         | Galambos Tibor Ferencvárosi TC                                      | 5178     | Tóth Zsombor Gödöllői EAC                                   | 5113     | Kriszt Botond Gödöllői EAC                                              | 4688     |

### Nők
| Versenyszám      | Arany                                                         | Arany    | Ezüst                                                                   | Ezüst    | Bronz                                                        | Bronz    |
| ---------------- | ------------------------------------------------------------- | -------- | ----------------------------------------------------------------------- | -------- | ------------------------------------------------------------ | -------- |
| 60 m             | Farkas Petra Bp. Honvéd                                       | 7.45     | Takács Boglárka Alba Regia AK                                           | 7,51     | Csóti Jusztina Ferencvárosi TC                               | 7,54     |
| 200 m            | Csóti Jusztina Ferencvárosi TC                                | 24,55    | Takács Boglárka Alba Regia AK                                           | 24,60    | Nádházy Evelin Gödöllői EAC                                  | 24,64    |
| 400 m            | Molnár Janka Budafoki MTE                                     | 54,37    | Bartha-Kéri Bianka Sportolj Velünk SE                                   | 55,29    | Répássy Hanna Horn-Bercsényi DSE                             | 55,44    |
| 800 m            | Wagner-Gyürkés Viktória Ikarus BSE                            | 2:06,19  | Bartha-Kéri Bianka Sportolj Velünk SE                                   | 2:07,52  | Ferencz Anna TFSE                                            | 2:09,70  |
| 1500 m           | Wagner-Gyürkés Viktória Ikarus BSE                            | 4:22,36  | Varga Gréta Sportolj Velünk SE                                          | 4:27,79  | Molnár Léda Bp. Honvéd                                       | 4:34,30  |
| 3000 m           | Varga Gréta Sportolj Velünk SE                                | 9:24,99  | Tóth Lili Anna Bp. Honvéd                                               | 9:36,92  | Járdi Emese KSI                                              | 10:23,80 |
| 4 × 400 m        | Enesei Rita Mátó Sára Zsiga Mónika Mohai Regina Alba Regia AK | 3:49,14  | Répási Petra Pótha Johanna Dobránszky Laura Nádházy Evelin Gödöllői EAC | 3:51,47  | Dobi Larina Vajda Virág Erdei Tamara Horváth Dóra Ikarus BSE | 3:53,99  |
| 60 m gát         | Kozák Luca Debreceni SC-SI                                    | 7,97     | Kerekes Gréta Debreceni SC-SI                                           | 8,10     | Sorok Klaudia Horn-Bercsényi DSE                             | 8,39     |
| 3000 m gyaloglás | Kovács Barbara Békéscsabai AC                                 | 13:31,83 | Récsei Rita Bp. Honvéd                                                  | 13:41,96 | Spiller Tiziana Bp. Honvéd                                   | 14:21,76 |
| magasugrás       | Szabó Barbara Újpesti TE                                      | 1,84 m   | Renner Luca MTK                                                         | 1,82 m   | Szűcs Szabina Kecskeméti ARC                                 | 1,79 m   |
| rúdugrás         | Klekner Hanga Debreceni SC-SI                                 | 4,30 m   | Garamvölgyi Petra PSN Zrt                                               | 4,10 m   | Siskó Zsófia Alba Regia AK                                   | 4,00 m   |
| távolugrás       | Nguyen Anasztázia MTK                                         | 6,58 m   | Farkas Petra Bp. Honvéd                                                 | 6,56     | Lesti Diana Tatabányai SC                                    | 6,25 m   |
| hármasugrás      | Szűcs Szabina Kecskeméti ARC                                  | 12,84 m  | Nyisztor Petra Nyíregyházi SC                                           | 12,49 m  | Szabó Beatrix MTK                                            | 12,38 m  |
| súlylökés        | Márton Anita Békéscsabai AC                                   | 17,86 m  | Veiland Violetta Maximus SE                                             | 15,38 m  | Váradi Krisztina Maximus SE                                  | 14,10 m  |
| ötpróba          | Nemes Rita Diósgyőri VTK                                      | 4318     | Szűcs Szabina Kecskeméti ARC                                            | 3924     | Kovács Vivien MTK                                            | 3392     |